# Liste der Baudenkmale in Weitenhagen (bei Greifswald)
In der Liste der Baudenkmale in Weitenhagen sind alle denkmalgeschützten Bauten der Gemeinde Weitenhagen (Mecklenburg-Vorpommern) und ihrer Ortsteile aufgelistet. Grundlage ist die Veröffentlichung der Denkmalliste des Landkreises Ostvorpommern mit dem Stand vom 30. Dezember 1996.

## Baudenkmale nach Ortsteilen

### Weitenhagen
| ID | Lage                   | Bezeichnung             | Beschreibung | Bild                    |
| -- | ---------------------- | ----------------------- | --- | ----------------------- |
|    | (Karte)                | Friedhofsportal         | | Friedhofsportal         |
|    | Hauptstraße 43 (Karte) | Wohnhaus                | | Wohnhaus                |
|    | (Karte)                | Kirche und Glockenstuhl | Romanischer/gotischer Backsteinbau mit Kreuzrippengewölbe; erster Chor von 1280; Langhaus und Sakristeianbau von 1400, ma. hölzerner Kirchturm im Dreißigjährigen Krieg zerstört, heute freistehender Glockenstuhl; Sanierung von 1861/1862; Innen: Triumphbogen von um 1400, Orgelempore und Gestühl mit Rokoko-Ornamenten bemalt. | Kirche und Glockenstuhl |
|    | (Karte)                | Pfarrhaus               | |                         |

### Diedrichshagen
| ID | Lage | Bezeichnung         | Beschreibung | Bild |
| -- | ---- | ------------------- | ------------ | ---- |
|    |      | Darre               |              |      |
|    |      | Forsthaus mit Stall |              |      |

### Grubenhagen
| ID | Lage                 | Bezeichnung | Beschreibung                                                | Bild        |
| -- | -------------------- | ----------- | ----------------------------------------------------------- | ----------- |
|    | Dorfstraße 3 (Karte) | Gutshaus    | Eingeschossiger Backsteinbau mit vorgezogenem Mittelrisalit | Gutshaus    |
|    | (Karte)              | Pferdestall | Wirtschaftsbau aus Backstein mit Speicher im Dachgeschoss   | Pferdestall |

### Guest
| ID | Lage | Bezeichnung | Beschreibung | Bild |
| -- | ---- | ----------- | ------------ | ---- |
|    |      | Gutsscheune |              |      |

### Klein Schönwalde
| ID | Lage | Bezeichnung | Beschreibung | Bild |
| -- | ---- | ----------- | ------------ | ---- |
|    |      | Gutshaus    |              |      |

### Potthagen
| ID | Lage          | Bezeichnung                              | Beschreibung | Bild                  |
| -- | ------------- | ---------------------------------------- | --- | --------------------- |
|    | Dorfstraße 16 | Motormühle                               | |                       |
|    | Dorfstraße 17 | Scheune                                  | |                       |
|    | Dorfstraße 21 | Forsthaus mit Scheune                    | Eingeschossiger, achssymmetrischer Bau aus rötlichem Mauerstein mit mächtigen Mittelrisalit und Krüppelwalmdach | Forsthaus mit Scheune |
|    | Dorfstraße 22 | Kate (Haus Passow) mit Scheune und Stall | |                       |

## Quelle
- Bericht über die Erstellung der Denkmallisten sowie über die Verwaltungspraxis bei der Benachrichtigung der Eigentümer und Gemeinden sowie über die Handhabung von Änderungswünschen (Stand: Juni 1997; PDF, 934 kB)